# Інтерпайп Сталь
Інтерпайп Сталь (до 2012 року ТОВ « МЗ Дніпросталь») — металургійний електросталеплавильний завод. Це — перший металургійний завод, побудований «з нуля» за роки Незалежності в Україні, та ключовий інвестиційний проєкт компанії «Інтерпайп».
Завод є найбільш сучасним в Україні — введений в експлуатацію у 2012 р. Сума інвестицій у будівництво заводу та інфрастуктурних об'єктів склала близько $1 млрд. На заводі використовуються технології «зеленої» металургії, що відповідає жорстким європейським нормам: замкнутий цикл системи водопостачання, сучасна система газовидалення і газоочищення, система шумоізоляції.
Інтерпайп Сталь — це найбільший електросталеплавильний комплекс з виробництва круглої сталевої заготовки у Східній Європі. Підприємство забезпечує виробництво сталевої заготовки трубне і колісне виробництво компанії «Інтерпайп». З 2014 року Інтерпайп Сталь виробляє круглу сталеву заготовку також і на експорт.

## Будівництво
Це перший металургійний завод в Україні, побудований за роки незалежності «з нуля». Після запуску заводу, підприємство стало найбільшим електросталеплавильним заводом у Східній Європі. До фінансування будівництва було залучено кредитне агентство Sace.
Проєкт з будівництва заводу було анонсовано взимку 2007 року, коли «Інтерпайп» підписала угоду з італійською фірмою «Danieli».
Систему зовнішнього енергопостачання комплексу здали в експлуатацію в листопаді 2011 року. «Холодні» випробування обладнання заводу відбулись в грудні 2011 року. «Гарячі» — в січні 2012 року. Урочисте відкриття комплексу відбулося 5 жовтня 2012 року.
Вартість будівництва склала близько $700 млн. Крім того, в рамках проєкту були побудовані вапнякова фабрика та кисневий завод для забезпечення сталевого виробництва необхідною сировиною.

## Зелена металургія
Це сучасний електросталеплавильний завод, який відповідає вимогам екологічного виробництва сталевої заготовки. Підприємство з моменту свого будівництва має низький рівень викидів СО2 — нижче 250 кг/т сталі, тобто, в межах норм, які ЄС має намір досягти в рамках Європейського зеленого курсу до 2050 року.
На заводі використовуються технології «зеленої» металургії:
- замкнутий цикл системи водопостачання. Технічна вода на виробництві очищується і використовується багаторазово, підприємство немає технічних стоків до р. Дніпро.
- сучасна система газовидалення і газоочищення. Рівень викидів шкідливих речовин в атмосферне повітря не перевищує європейських стандартів.
- система шумоізоляції. Побудований спеціальний захисний кожух (dog-house). Ефективність системи шумоізоляції підтверджена британською компанією ERM.

Будівництво заводу дало змогу закрити екологічно брудне мартенівське виробництво та зменшити (порівняно з мартенівським способом):
- в 2,5 рази викиди в довкілля
- споживання газу у 10 разів (з 145 м3 до 18 м3 на тону сталі)
- в 2,2 рази енерговитрати на тонну продукції
- на 60 млн кубометрів — витрати природного газу (обсяг тижневого споживання газу м. Дніпром)

Інтерпайп Сталь проходила щорічний аудит впливу на навколишнє середовище європейським акредитованим партнером Fihtner (2012—2018). Неподалік від підприємства, на кордоні санітарної зони заводу, також встановлено пост екомоніторингу атмосферного повітря.

## Підприємство
Проєктна потужність підприємства — 1,32 млн тон круглої сталевої заготовки на рік.
Металургійний комплекс використовує наступне обладнання:
- електродугова піч (обладнана автоматизованою системою подачі шлакоутворюючихих компонентів і феросплавів через звід і в ківш на випуск.)
- двопозиційна установка піч-ківш (обладнана автоматичною системою подачі шлакоутворюючих і феросплавів через склепіння печі)
- установка для вакуумування сталі (двокамерна установка з вакуумним насосом)
- дві машини безперервного лиття заготовок діаметром від 150 до 470 мм

Завод виробляє сталеву заготовку для різних галузей металургійного виробництва:
- Трубна промисловість (труби, фіттінги, фланці)
- Залізнична сфера (залізничні колеса, вісі, бандажі)
- Машинобудування та електроенергетика (деталі для електропередачі)

Інтерпайп Сталь освоїла виробництво широкого ряду марок сталі — більше 500 найменувань різного застосування: вуглецеві, кремній марганцевисті, низьколеговані з регламентованим вмістом алюмінію.
У 2020 році випуск сталі скоротився на 11,2%, до 758,7 тис. тонн, однак у 2021 році компанія показала зростання виплавки сталі на 28%, що становить 971 тис. тонн, порівняно з попереднім роком.
16 березня 2023 року підприємство зупинило роботу через дефіцит металобрухту. При цьому експорт сировини, за підсумками січня-лютого 2023 року зріс в 3,5 раза р./р. – до 24,8 тис. т.  

## Електроживлення

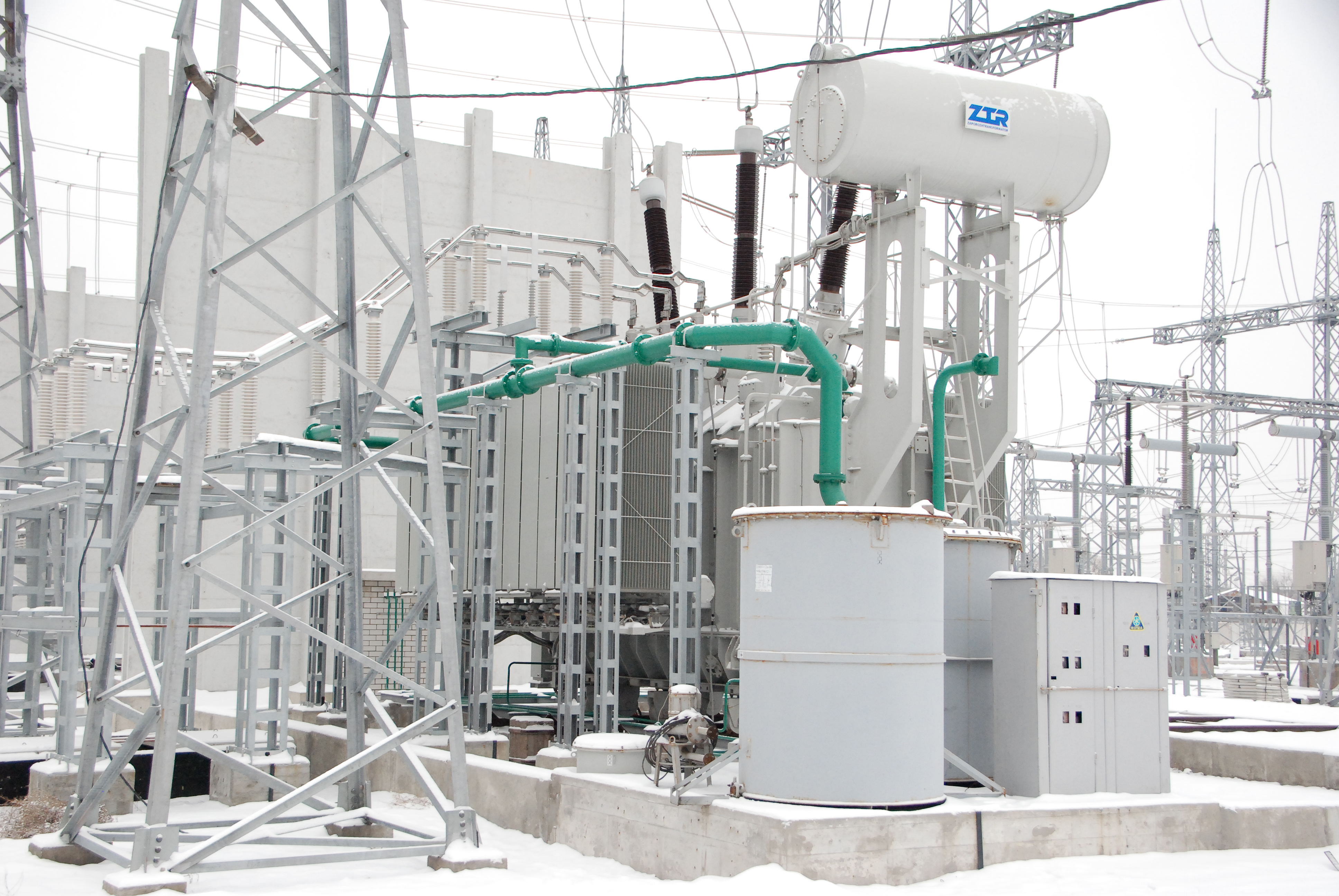
Лінія електропередач, збудована Інтерпайп Сталь

Проєктна потужність споживання електроенергії підприємством — 350 МВт. Електроживлення підприємства здійснюється від Придніпровської ТЕС. Для безперебійного забезпечення електроенергією на відкритому розподільному пристрої Придніпровської ТЕС проведено реконструкцію трьох комірок 330 кВ. Збудована нова трансформаторна підстанція «Пічна». Ця підстанція є найпотужніша в СНД. Для захисту обладнання на підстанції використовуються сучасні мікропроцесорні пристрої релейного захисту.
Довжина двухланцюгової лінії, що з'єднує ТЕС з підстанцією — 12,8 км, напруга — 330 кВ. Лінія прокладена підземним способом на глибині більш як півтора метра, у тому числі під дном ріки Самара із застосуванням горизонтально-спрямованого буріння. Це перша в Україні підземна кабельна лінія.

## Артоб'єкти

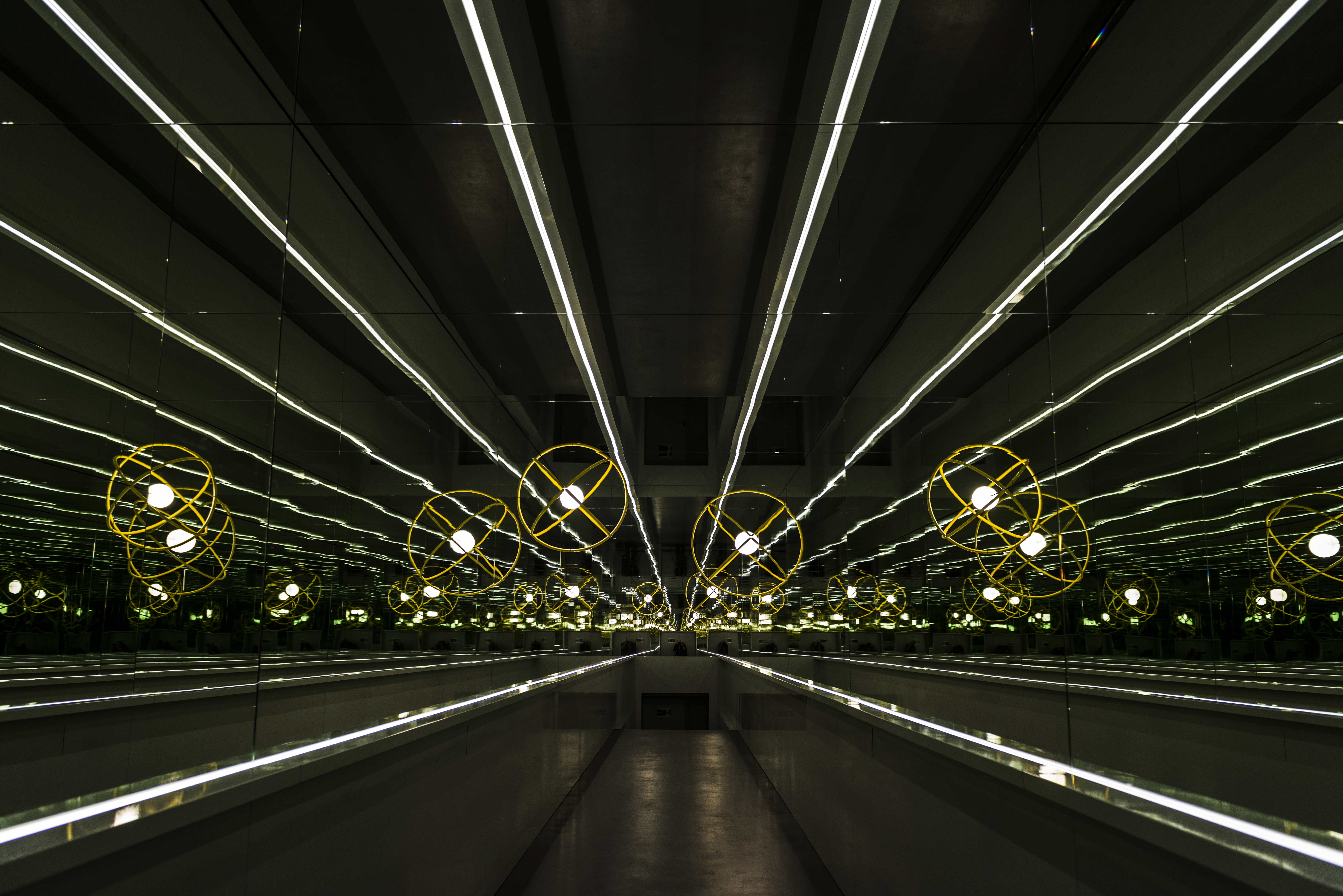
Твій міст роздумів

Електросталеплавильний комплекс Інтерпайп Сталь об'єднує в собі новітні технології та сучасне мистецтво. На території підприємства встановлено п'ять великомасштабних артінсталяцій Олафура Еліассона, що стали невід'ємною частиною нового заводу. Під час створення інсталяцій відомий художник надихався красою виробничого процесу металургійної промисловості.
На заводі встановлено 5 артінсталяцій:
- «Дніпровський схід» — штучне сонце, підняте на висоту 60 метрів. Виготовлене з двох пересічних жовтих еліпсів з гофрованого металу і підтримуване спеціальної опорою, сонце Еліассона висвітлюється в години світанку і сутінків.
- «Твій міст роздумів» — це 22-метрова інсталяція, розташована всередині підвісного переходу між будівлями заводу Інтерпайп Сталь. Стіни і стеля закритого переходу облицьовані дзеркалами і металом. Дзеркала, встановлені певним чином, створюють ілюзію нескінченного простору.
- «Твій вогнянний візерунок» — це група великомасштабних зображень на фасаді заводу. Отриманий художником ефект нагадує собою термічний аналіз інтер'єру самої будівлі.
- «Твій тунель часу» — це серія арок, з яких збудовані вражаючі головну браму, через які проходять транспортні потоки заводу Інтерпайп Сталь.
- «Матеріал — це рух» — інсталяція, встановлена в головному виробничому цеху заводу, складається з декількох дисків круглої і еліптичної форми, виготовлених з жовтого світловідбиваючого скла.

## Екскурсії на виробництво
Інтерпайп Сталь відкрита для відвідування. В ході регулярних екскурсій гості можуть познайомитися з інноваційними сталеплавильними технологіями, а також долучитися до кращих світових зразків сучасного мистецтва. Гостями Інтерпайп Сталі були Тоні Блер, Дан Шехтман, Володимир Кличко та багато інших.
Регулярні екскурсії на заводі тимчасово припинені в рамках запобігання розповсюдженню коронавірусної інфекції у Дніпропетровській області.

## Відео
- Будівництво найсучаснішого електросталеплавильного комплексу «Дніпросталь» [Архівовано 16 вересня 2014 у Wayback Machine.]